# Ottsjö
Ottsjö is een plaats in de gemeente Åre in het landschap Jämtland en de provincie Jämtlands län in Zweden. De plaats heeft 79 inwoners (2005) en een oppervlakte van 40 hectare. De plaats ligt aan het meer Ottsjön en in de buurt van de plaats liggen allerlei tot boven de boomgrens reikende gebergten, zoals de ongeveer 1266 meter hoge Ottfjället.